# Demonax diversesignatus
Demonax diversesignatus là một loài bọ cánh cứng trong họ Cerambycidae.